# Cymodusa josephi
Cymodusa josephi är en stekelart som beskrevs av Gupta 1974. Cymodusa josephi ingår i släktet Cymodusa och familjen brokparasitsteklar. Utöver nominatformen finns också underarten C. j. malaisei.